# Leoni AG
Leoni AG — немецкая компания, производящая различные виды кабелей и проволоки, а также электротехническое оборудование. Штаб-квартира компании находится в Нюрнберге.
История компании Leoni начинается в 1569 году; современная компания была зарегистрирована в 1917 году.
Акции Leoni входят в базу расчёта фондового индекса SDAX.